# Pulmosphaeria archontophoenicis
Pulmosphaeria archontophoenicis — вид грибів, що належить до монотипового роду Pulmosphaeria. Цей вид описаний Джоанною Е. Тейлор, Кевін .Д. Хайд та  Е. Б. Гарет. Джонс у 1996 році.

## Розповсюдження
Pulmosphaeria archontophoenicis розповсюджений лише в Австралії. 
В Україні даний рід знайдений не був.